# 프로세디
프로세디(이탈리아어: Prossedi)는 이탈리아 라치오주 라티나도에 위치한 코무네다. 로마로부터 남동쪽 80km, 라티나로부터 동쪽 30km 거리에 있다. 7세기에 일어난 프리베르노의 파괴로 인한 난민들이 세웠다.